# Ecuador en los Juegos Olímpicos de Moscú 1980
Ecuador estuvo representado en los Juegos Olímpicos de Moscú 1980 por un total de doce deportistas, once hombres y una mujer, que compitieron en 5 deportes.
La portadora de la bandera en la ceremonia de apertura fue la atleta Nancy Vallecilla. El equipo olímpico ecuatoriano no obtuvo ninguna medalla en estos Juegos.